# Narodowy Ruch na rzecz Stabilności i Postępu
Narodowy Ruch na rzecz Stabilności i Postępu (bułg. Национално движение за стабилност и възход), dawniej Narodowy Ruch Symeona Drugiego (bułg. Национално движение Симеон Втори) – liberalna bułgarska partia polityczna.
Jej założycielem jest tytularny car i były premier Bułgarii Symeon II.
W wyborach parlamentarnych w 2001 uzyskała 42,7% głosów i zdobyła 120 miejsc w 240-osobowym zgromadzeniu narodowym. Utworzyła z Ruchem na rzecz Praw i Wolności rząd koalicyjny. Od maja 2005 jest członkiem Międzynarodówki Liberalnej. W wyborach parlamentarnych w 25 czerwca 2005 uzyskała 21,83% głosów, zdobyła 53 miejsca w zgromadzeniu narodowym i weszła w skład koalicji rządzącej. W wyborach parlamentarnych 5 lipca 2009 uzyskała 3,02% głosów.
W wyborach do Parlamentu Europejskiego w 2007 zdobyła 1 mandat. Dwa lata później podwoiła swój wynik uzyskując 7,96% i 2 mandaty, w tym jeden dla komisarz UE Megleny Kunewej.
3 czerwca 2007 zmieniono nazwę partii na Narodowy Ruch na rzecz Stabilności i Postępu.

## Władze
- Przewodniczący: Symeon Sakskoburggotski
- Wiceprzewodniczący:
  - Dolores Arsenowa
  - Płamen Panajotow
  - Sołomon Pasi
  - Nikołaj Swinarow
  - Milen Wełczew

## Wyniki wyborów
Wybory do Zgromadzenia Narodowego
- 2001 – 42,74% głosów i 120 mandatów
- 2005 – 19,9% głosów i 53 mandaty
- 2009 – 3% głosów i 0 mandatów
- 2013 – nie startował
- 2014 – 0,24% głosów i 0 mandatów

Wybory do Parlamentu Europejskiego
- 2007 – 6,27% głosów i 1 mandat
- 2009 – 7,69% głosów i 2 mandaty
- 2014 – 0,92% głosów i 0 mandatów